# Eläintarhanajot 1934
Eläintarhanajot 1934 je bila neprvenstvena dirka za Veliko nagrado v sezoni 1934. Odvijala se je 13. maja 1934 na finskem dirkališču Eläintarharata v Helsinkih. 

## Poročilo
Eugen Bjørnstad, Paul Pietsch, oba z dirkalnikom Alfa Romeo Monza in Ippolito Berrone, Maserati 4CL, so bili edini tuji tekmovalci na helsinški dirki. Štart dirke je bil prestavljen, ker je Brunu Nyströmu tik pred štartom zagorel dirkalnik Chevrolet. 
Na štartu je povedel lokalni junak Karl Ebb, ki je štartal iz najboljšega štartnega položaja, toda vodil je le do drugega kroga, ko ga je prehitel Bjørnstad, kmalu pa še Pietsch. Na tretjini dirke je Ebb izgubil še eno mesto proti Sulu Keinänenu, ki pa je v šestintridesetem krogu odstopil zaradi okvare zadnjega vpetja. Bjørnstad je zmagal s skoraj petdesetsekundno prednostjo pred Pietschem, Ebb je bil že s krogom zaostanka tretji, četrti in zadnji uvrščeni dirkač pa je bil Asser Wallenius.

## Rezultati

### Dirka
| Poz | Št | Dirkač                | Moštvo    | Dirkalnik         | Krogi | Čas/Odstop        | Št. m. |
| --- | -- | --------------------- | --------- | ----------------- | ----- | ----------------- | ------ |
| 1   | 4  | Eugen Bjørnstad       | Privatnik | Alfa Romeo Monza  | 50    | 59:23,1           | 2      |
| 2   | 6  | Paul Pietsch          | Privatnik | Alfa Romeo Monza  | 50    | + 47,0 s          | 3      |
| 3   | 9  | Karl Ebb              | Privatnik | Mercedes-Benz SSK | 14    | +1 krog           | 1      |
| 4   | 1  | Asser Wallenius       | Privatnik | Ford Special      | ?     | ?                 | 5      |
| Ods | 10 | Sulo Keinänen         | Privatnik | Chrysler Special  | 35    | Zadnje vpetje     | 9      |
| Ods | 12 | Alexi Patama          | Privatnik | Ford              | 21    | Trčenje           | 4      |
| Ods | 2  | Ippolito Berrone      | Privatnik | Maserati 4CL      | 6     | Črpalka za gorivo | 8      |
| Ods | 8  | Nestori Suurkuukka    | Privatnik | Ford              | 0     | Trčenje           | 6      |
| DNS | 7  | Bruno Nyström         | Privatnik | Chevrolet         | 0     | Ogenj             | 7      |
| DNS | 5  | Karl-Gustav Sundstedt | Privatnik | Bugatti T35B      |       |                   | 10     |